# Zaunsbach
Zaunsbach ist eine Gemarkung im oberfränkischen Landkreis Forchheim.
Die Gemarkung hat eine Fläche von 724,44 Hektar und liegt mit je einem Gemarkungsteil in den Marktgemeinden Egloffstein und Pretzfeld. Auf der Gemarkung liegen Oberzaunsbach, Schweinthal und Unterzaunsbach.

## Geschichte
Zaunsbach war eine Gemeinde im Landkreis Forchheim (Oberfranken, Bayern).
Die Gemeinde lag etwa 12,5 km ostnordöstlich von Forchheim.
Mit dem Gemeindeedikt wurde 1808 der Steuerdistrikt Zaunsbach gebildet, zu dem Hundsboden, Hundshaupten, Schweinthal, Oberzaunsbach und Unterzaunsbach gehörten. Im selben Jahr entstand die Ruralgemeinde Zaunsbach, die mit dem Steuerdistrikt deckungsgleich war. Mit dem Zweiten Gemeindeedikt (1818) wurden zwei Ruralgemeinden gebildet:
- Hundshaupten mit Hundsboden;
- Zaunsbach mit Oberzaunsbach, Schweinthal und Unterzaunsbach.

Die Gemeinde Zaunsbach war in Verwaltung und Gerichtsbarkeit dem Landgericht Forchheim zugeordnet und in der Finanzverwaltung dem Rentamt Neunkirchen am Brand. In der freiwilligen Gerichtsbarkeit unterstanden in Schweintal drei Anwesen dem Patrimonialgericht Egloffstein und ein Anwesen dem Patrimonialgericht Kunreuth und in Unterzaunsbach vier Anwesen dem Patrimonialgericht Kunreuth. Die Gemeinde hatte eine Gebietsfläche von 7,227 km².
Am 1. Mai 1978 wurde sie im Zuge der Gemeindegebietsreform aufgelöst, Schweinthal kam zur Gemeinde Egloffstein, Ober- und Unterzaunsbach kamen zu Pretzfeld.
Einwohnerentwicklung
| Jahr      | 1827  | 1840  | 1852  | 1855  | 1861  | 1867  | 1871  | 1875  | 1880  | 1885   | 1890  | 1895  | 1900   | 1905  | 1910  | 1919  | 1925   | 1933  | 1939  | 1946  | 1950   | 1952  | 1961  | 1970   |
| Einwohner | 376   | 407   | 420   | 401   | 394   | 382   | 380   | 376   | 378   | 390    | 370   | 364   | 344    | 344   | 339   | 322   | 291    | 292   | 268   | 423   | 400    | 368   | 292   | 279    |
| Häuser    |       |       |       |       |       |       | 76    |       |       | 65     |       |       | 65     |       |       |       | 63     |       |       |       | 64     |       | 65    |        |
| Quelle    | [ 6 ] | [ 7 ] | [ 7 ] | [ 7 ] | [ 8 ] | [ 7 ] | [ 9 ] | [ 7 ] | [ 7 ] | [ 10 ] | [ 7 ] | [ 7 ] | [ 11 ] | [ 7 ] | [ 7 ] | [ 7 ] | [ 12 ] | [ 7 ] | [ 7 ] | [ 7 ] | [ 13 ] | [ 7 ] | [ 3 ] | [ 14 ] |